# Rusalka (Oper)
Rusalka ist die erfolgreichste Oper von Antonín Dvořák. Sie entstand im Jahr 1900 nach einem Libretto von Jaroslav Kvapil und wurde am 31. März 1901 am Prager Nationaltheater unter der Leitung von Karel Kovařovic uraufgeführt. Das Libretto geht auf slawische Volksmythen über die rusalky (Wassergeister, Nixen) zurück und ähnelt der deutschen Erzählung Undine von Friedrich de la Motte Fouqué, Hans Christian Andersens Märchen Die kleine Meerjungfrau sowie der altfranzösischen Melusinensage.

## Handlung

### Erster Akt
An einem nächtlichen Waldsee necken drei weibliche Waldwesen den alten Wassermann. Er versucht vergeblich, eine von ihnen in das Wasser zu ziehen. Die Nixe Rusalka gesteht ihrem Vater, dass sie eine menschliche Seele erhalten will, die den Wasserwesen nicht gegeben ist. Ihr Vater ist entsetzt und warnt sie vor der Menschenwelt, bevor er wieder zum Grund des Sees abtaucht. Rusalkas tiefe Sehnsucht nach Liebe kommt im Lied an den Mond zum Ausdruck. 
Der See wird kälter, als der Mond verschwindet, und die Hexe Ježibaba erscheint. Höhnisch gewährt sie Rusalka ihren verzweifelt vorgebrachten Wunsch und macht aus ihrem Fischschwanz zwei Beine, nimmt ihr aber die Sprache. 
Auf der Jagd nach einem weißen Reh ist der Prinz vom Weg abgekommen und findet sich schließlich am Ufer des Sees wieder. Hier trifft er auf die stumme, hilflose Rusalka. Er nimmt sie, bereits in sie verliebt, mit auf sein Schloss.

### Zweiter Akt
Kurz vor der Hochzeit haben sich alle Gäste im Schloss versammelt. Die Stummheit und Eigentümlichkeit Rusalkas löst unterschwelliges Befremden aus. Rusalka ist als Wasserwesen nicht für die Liebe geschaffen und kann die Gefühle des Prinzen nicht in der erwünschten Weise erwidern. Eine fremde Fürstin verführt den Prinzen. Als Rusalka die Untreue des Prinzen erkennt, bricht ihr das Herz. Sie sehnt sich zurück in ihre Wasserwelt. Der Wassermann erscheint und nimmt sie zurück. Der Prinz ist schockiert über seine Entdeckung, dass seine ursprünglich Angebetete kein menschliches Wesen ist. Die fremde Fürstin lacht schallend über ihren Triumph, ihre Liebe war nur Koketterie und Verführung ohne Hintergrund.

### Dritter Akt

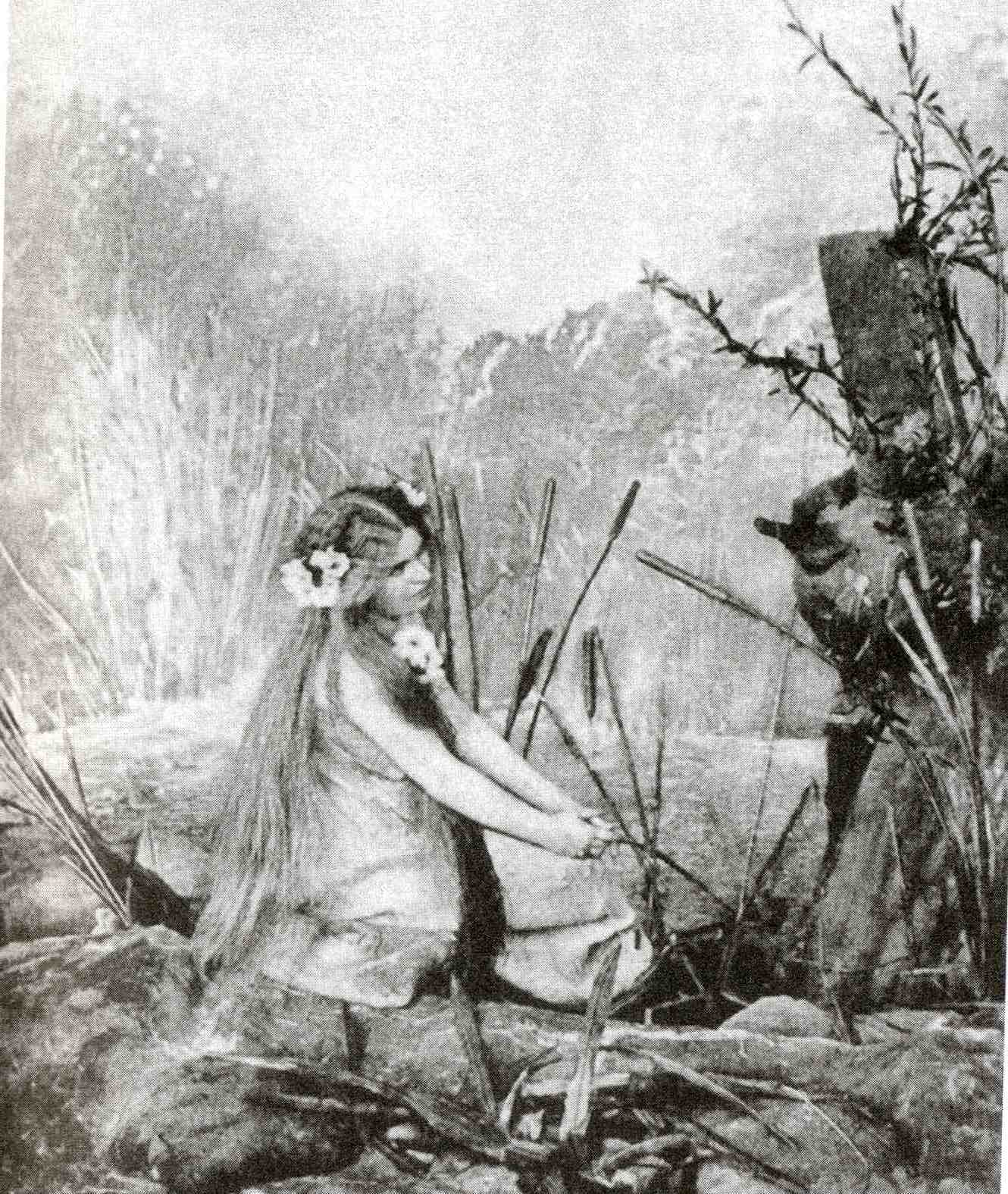
Růžena Maturová als erste Rusalka in der Uraufführung 1901

Rusalka kann nach ihrer Verzauberung nicht mehr Wasserwesen sein. Sie ist aus dem Kreis ihrer Schwestern ausgeschlossen und muss fortan als todbringendes Irrlicht umherwandern. Ein Koch und ein Küchenjunge sprechen bei der Hexe Ježibaba vor und bitten um ein Gegenmittel für ihren von einer stummen Frau verhexten Prinzen. Sie werden davongejagt. Der Prinz selbst erscheint reumütig wieder am See und bittet Rusalka um Vergebung. Rusalka, die ihn immer noch liebt, warnt ihn, dass ihr Kuss ihn töten wird. Der Prinz verzehrt sich so sehr nach ihr, dass er dennoch darum bittet. Rusalka küsst den Prinzen, der darauf stirbt, und verschwindet im Wald.

## Gestaltung

### Instrumentation
Die Orchesterbesetzung der Oper enthält die folgenden Instrumente:
- Holzbläser: Piccoloflöte, zwei Flöten, zwei Oboen, Englischhorn, zwei Klarinetten, Bassklarinette, zwei Fagotte
- Blechbläser: vier Hörner, drei Trompeten, drei Posaunen, Tuba
- Pauken, Schlagzeug: Große Trommel, Becken, Triangel, Tamtam
- Harfe
- Streicher
- Bühnenmusik hinter der Szene: Hörner, Harmonium

### Musikalische Konzeption
Im Gegensatz zu den Opern von E. T. A. Hoffmann, Albert Lortzing und Dargomyschski (Russalka), die auch den Undine-Stoff behandeln, ist Dvořáks Oper aus der Sicht der Elementargeister erzählt. Entsprechend sind die Menschen in dem gut zweieinhalbstündigen Werk nur etwa zu einem Drittel der Zeit präsent. In der übrigen Zeit fangen Lieder und Szenen die märchenhafte Atmosphäre der Nixen- und Hexenwelt ein, ebenso Rusalkas problematischen Entgrenzungsversuch und die Reaktionen ihres Umfeldes darauf. Dabei hilft auch die Leitmotivtechnik, die im Gegensatz zu den späten Wagner-Opern mit wenigen Motiven auskommt. Diese werden ständig variiert und geben in immer neuen Facetten den Stand der Dinge bzw. den seelischen Zustand der Figuren musikalisch wieder. Das zentrale Leitmotiv ist Rusalkas achttaktiges, liedhaftes Motiv, das anmutig, geheimnisvoll, zuweilen expressiv die gesamte Oper von der Ouvertüre an durchzieht. „In allen Varianten geleitet es Rusalka, drückt deren Sehnsucht, Freude und Leid aus und zuletzt verwandelt es sich in eine Trauermusik um eine verlorene Liebe.“ Auch Wassermann, Hexe (Zauber), Prinz (Jagd) und die Nixen bzw. Elfen sind durch Leitmotive charakterisiert, während andere Motive auf die Situation beschränkt bleiben (Heger und Küchenjunge, Zauberformel bei der Verwandlung). Dvořák hatte bereits in den ersten fünf Opern die seinerzeit modische Leitmotivtechnik Wagners aufgegriffen, ohne dass diese Werke Erfolg hatten. Daraufhin machte er „sich von den Wagnerschen ästhetischen Normen los und brachte seine eigenpersönliche Sprache zur Geltung. Die Musik, ihre Schönheit, Verständlichkeit und Beredtheit ist das führende, bestimmende Prinzip“ ab der sechsten Oper, mit der er zur Nummernoper zurückkehrte und zugleich auch begann, vaterländische Stoffe zu wählen. Erst mit seiner neunten Oper Rusalka gelang Dvořák ein eigenständiges Gestaltungsprinzip mit der Verbindung von Leitmotiven und liedhafter Melodik, durchkomponierten Szenen und abgeschlossenen lyrischen Nummern und einem Lyrismus, der „die poetische und nostalgische Note seiner Musik noch stärker zur Geltung“ bringt.
Aufgrund der vielen Lieder und Arien schimmert noch die Nummernoper durch, ebenso wie auch eine symphonische Formgebung aufgrund der vielen Instrumentalpassagen, die u. a. die Sprachlosigkeit bzw. Niedergeschlagenheit Rusalkas und den von ihr ausgehenden Zauber auf den Prinzen ausdrücken, aber auch bei den Szenen Übergänge schaffen und Atmosphäre einfangen. Ein genialer Einfall Dvořáks war es, der Märchenwelt (Strophen-)Lieder und der adligen Menschenwelt Arien zu geben. So sind die Chöre der Nixen und Elfen ebenso liedartig gestaltet wie die eindringliche Klage des Wassermanns im zweiten Akt. Und Rusalka singt vor ihrer Verwandlung Lieder, danach nur noch Arien – wie der Prinz, dem sie sich anzunähern sucht. Aus der Menschenwelt haben auch die Leute niederen Standes wie Jäger, Heger und Küchenjunge Strophenlieder im Volksliedton, sodass Herkunft und Musik sinnfällig aufeinander bezogen sind. Die Hexe und die fremde Fürstin singen weder Lied noch Arie, letztere weil ihre Rolle zu gering ist, erstere aufgrund ihres ambivalenten Charakters (sie hilft Rusalka bei der Verwandlung, zeigt aber gegenüber ihr und dem Küchenjungen auch die aus den Märchen bekannten maliziösen Züge).

### Höhepunkte
Das als Mondarie bekannteste Stück der Oper ist in Wirklichkeit ein Lied, dessen zwei Strophen jeweils aus einem sanften, sehnsuchtsvollen A-Teil und einem expressiven B-Teil mit Appellcharakter und Oktavsprung am Anfang bestehen. Die weiche Tonart Ges-dur, der federnde 3/8-Takt, das Tempo larghetto, die Begleitung der sordinierten Geigen [mit Dämpfer] in Terzen und im piano schaffen eine zarte, intime Atmosphäre, in der sich der nächtliche Herzenswunsch Rusalkas artikulieren kann. Gemäß der Volksliedanlage sind die Strophen in Viertakteinheiten angelegt. Im A-Teil der ersten Strophe ist aber nur die erste Einheit tatsächlich viertaktig gesungen, bei den anderen Einheiten endet der Gesang nach drei Takten, der vierte ist instrumental und wiederholt meist das Schlussmotiv des Gesangs, wodurch sich auf eine feine, raffinierte Weise die Sehnsucht Rusalkas nach einer menschlichen Seele ausdrückt. Die zweite Strophe ist in beiden Teilen leicht variiert, um noch mehr Intensität zu erzeugen. Am Ende jeder Strophe erscheint das harte, über fünf Takte klingende, Symmetrie und Zartheit des Vorherigen zerstörende Zaubermotiv als Zäsur und unheilvolle Vorausdeutung. Die 13-taktige (!) Coda (vorausdeutendes Unglück!) steigert Rusalkas wahnhafte Vorstellung und den Appell an den Mond durch eine kurzatmigere Zweitaktigkeit und vor allem im Orchester durch den steten Wechsel ihres Leitmotivs mit dem Zaubermotiv, bis sich dieses am Schluss ganz durchsetzt und zur Herbeirufung der Hexe überleitet, die nach Bedenken und Bedingungen schließlich die Verwandlung vornimmt. Mit dem Mondlied endet dramaturgisch die Exposition, und mit dem Auftritt der Hexe beginnt die steigende Handlung.
Nachdem der Prinz im zweiten Akt Rusalka aufgrund ihrer Stummheit und Kälte als auch unter dem Einfluss der intriganten, gehässigen Fürstin verstoßen hat, braucht sie lange, um sich aus ihrer Verzweiflung zu befreien. Erst gegen Ende des Aktes findet sie gegenüber dem Wassermann, dem sie ihr Elend klagt, die Sprache wieder und artikuliert ihre Wut und Trauer in der Verzweiflungsarie (g-Moll, 4/4, allegro appassionato, forte). Im A-Teil der Da-Capo-Arie zeigen die kurzatmige Melodik, Tonsprünge und die massiv auftretenden Sforzati die schmerzhafte Erkenntnis, nur „halb ein Menschenkind zu sein“. Im G-Dur-Mittelteil, der äußerlich verhaltener ist, aber die innere Unruhe in grundierenden Triolen artikuliert, vergleicht sich Rusalka mit der Fürstin, die Feuer und Glut habe, während sie selbst in den kühlen Fluten geboren sei und ihre Eigenart des Kühlen nicht durchbrechen kann. Das verkürzte da capo und vor allem die lange Coda voller verzweifelter Ausrufe steigern ihre ausweglose Erkenntnis, „nicht Weib noch Nymphe“ zu sein, zu höchstem Leidensdruck.
In ihrer Arie zu Beginn des dritten Aktes (F-Dur, 6/8, larghetto, piano, dolente) ist Rusalka zum wesenlosen „Irrlicht“ geworden, wie es der Wassermann bereits in der Mitte des zweiten Aktes prophezeit. Tonart, Takt, Tempo, Lautstärke und die wieder verwendeten sordinierten Violinen in Terzen zeigen eine frappante Ähnlichkeit zum Mondlied. Aber das fast durchgängige eintaktige Ostinato und „die sich in ständigem Wechsel entgrenzenden Harmonien“ machen die Resignation und Entpersönlichung Rusalkas ohrenfällig. Auch die Struktur unterstützt diese Zustandsbeschreibung: Die Arie ist fünfteilig angelegt, wobei der B-Teil den Text des A-Teils nochmals mit anderer Melodie bringt (Identitätsverlust) und der D-Teil Rusalkas Todeswunsch artikuliert. Die Wiederaufnahme des A-Teils unterstreicht nach der bisherigen Entwicklung Rusalkas Hoffnungslosigkeit in emotional sehr anrührender Weise.
Im Zentrum des zweiten Aktes und damit der Oper steht das kantable, wunderschön-sonore Lied des Wassermanns, der das Scheitern Rusalkas als eingetretene Tatsache ohne Ausweg beklagt (e-Moll, 6/8, moderato afflitto [betrübt], sotto voce). Gemäß der dramaturgischen Gelenkstelle fasst die erste Strophe das Bisherige zusammen (trotz Menschenliebe fließt in ihr weiter das kalte Nixenblut), die zweite Strophe nimmt die weitere Entwicklung vorweg (nach ihrer Heimkehr werde Rusalka ein todbringendes Irrlicht sein). Ein rezitativischer Wehe-Ruf leitet die beiden Strophen jeweils ein und aus und trennt sie als Zäsur. Musikalisch bestehen die Strophen aus einem A-Teil (e-Moll, dann E-Dur) und einem B-Teil (Des-Dur), wobei dieser den Text des E-Dur-Teils wiederholt. Die weiche, nur aus Tonschritten bestehende Melodik des A-Teils erfährt im B-Teil eine Steigerung durch Tonhöhe, Begleitung und Instrumentation. In beiden Teilen hilft das Colla-parte-Spiel von Klarinette bzw. Flöte, die Melancholie und Eindringlichkeit zu erhöhen. Mit einer harmonischen Raffinesse, der Quintfallsequenz, moduliert Dvořák den Übergang von der Strophe zum Wehe-Ruf. Dieser Gang durch die Tonarten, der zum Ausgangspunkt zurückkehrt, macht die Hilflosigkeit des Wassermanns deutlich, dem daraufhin nur noch der Wehe-Ruf bleibt.
Kompositorisch interessant ist auch das Auftrittslied des Hegers (Försters) und Küchenjungen am Anfang des zweiten Aktes. Es ist eine Polka, und jede der fünf Strophen ist eine Variation. Zudem werden in das Lied ein Bericht des Küchenjungen und eine Warnung des Hegers integriert. Ersterer berichtet dem Heger (und damit dem Publikum), dass der Prinz von einer Nixe verzaubert wurde (Tremolo, stark modulierende Harmonik, Leitmotive Rusalkas und des Prinzen) und diese Liaison am Hof Bestürzung und Ablehnung hervorruft. Der Heger warnt vor Wald, Teichen, Hexe und Wassermann (Tempo- und Tonartwechsel, kurzatmige, formelhafte Melodik, colla parte, sordinierte Violinen, ppp).
Während die Traumarie des Prinzen am Ende des ersten Aktes eher konventionell ist, zeichnet sich die Arie davor, als der Prinz spürt, was der Zauber Rusalkas und seine sehnsuchtsvolle Liebe zu ihr mit ihm machen, durch einen hohen Instrumentalpart aus, der mehr als die Hälfte der Arie einnimmt und dem – im wörtlichen Sinne – unsagbaren Gefühl Ausdruck verleiht. Ähnlich ist auch die Suche des Prinzen nach Rusalka im dritten Akt angelegt. Mit einer Ausnahme tritt der Prinz nur an den Aktschlüssen in Erscheinung, in der die Musik jeweils zeigt, dass er in Liebe entbrannt und Rusalka ganz verfallen ist. Während er im ersten aber in den beiden Arien monologisch mit sich beschäftigt ist und im dritten Akt im Duett mit Rusalka um den Todeskuss und damit um Erlösung bittet, gesteht er am Ende des zweiten Aktes textlich der Fürstin seine Liebe, nachdem er Rusalka verstoßen hat. Die Art der enthusiastischen Musik macht aber dem Zuschauer und der Fürstin deutlich, dass Rusalkas Zauber fortwirkt und die Fürstin nicht der tatsächliche Adressat der Liebesbekundung ist. Als sie das erkennt, verstößt sie ihrerseits den Prinzen. Dramaturgisch wie musikalisch interessant ist auch der erste Auftritt der Fürstin gestaltet: Während der Prinz im ersten Drittel des zweiten Aktes heftig verliebt und gleichermaßen irritiert über Rusalkas Kühle und Stummheit seine Liebesarie singt, platzt die Fürstin gehässig wie eine böse Fee in seinen Gesang herein und zerstört damit den Abschluss. Der Prinz singt unbeirrt weiter, durch ihre dialogischen Einwürfe zeigt sich aber, wie wirklichkeitsentrückt der Prinz ist und wie böswillig die Fürstin gegen ihn vorgeht.

## Rezeption
Rusalka ist neben Bedřich Smetanas Die verkaufte Braut die bekannteste tschechische Oper. Die Oper Rusalka nimmt in der Entwicklung der tschechischen dramatischen Musik einen hervorragenden Platz ein. Sie wurde am 31. März 1901 am Nationaltheater in Prag erstaufgeführt und ist heute an allen tschechischen Opernbühnen ein fester Bestandteil des Opernrepertoires, genauso wie in anderen slawischen Ländern (ehem. Jugoslawien, Polen, Russland). Auch in Deutschland, Belgien, England und Amerika erfreut sich die Oper steigenden Interesses.
Aufführungen der Oper finden in Deutschland inzwischen wieder überwiegend in tschechischer Originalsprache statt.

## Gesamtaufnahmen
- 1948 Produktion des MDR unter Joseph Keilberth: Staatskapelle Dresden, Chor der Staatsoper Dresden, mit Elfride Trötschel, Helmut Schindler, Ruth Lange, Gottlob Frick, Helena Rott u. a. 2006 veröffentlicht durch Profil Medien GmbH (mono, ADD).
- 1952 Sbor a orchestr Národního divadla (Chor und Orchester des Tschechischen Nationaltheaters) unter Jaroslav Krombholc, mit Ludmila Červinková, Beno Blachut, Eduard Haken, Marta Krásová, Maria Tauberová u. a., Supraphon, CD 2005, SU 3811–2 602.
- 1961 Chor und Orchester des Prager Nationaltheaters unter Zdeněk Chalabala, mit Ivo Žídek, Milada Šubrtová, Eduard Haken, Marie Ovcačiková, Alena Miková, Ivana Mixová, Supraphon.
- 1975 Open-Air-Verfilmung dieser Aufnahme unter Bohumil Zoul mit Kateřina Macháčková als Rusalka und Eduard Haken als Wassermann, Tschechoslowakisches Staatsfernsehen, 2005 als DVD im Handel.
- 1977 Fernsehfassung von Gerhard Reutter und Petr Weigl. Die Rollen sind mit Darstellern besetzt, die in der tschechischen Originalfassung bzw. der übersetzten deutschen Fassung durch unterschiedliche Besetzungen der Singstimmen synchronisiert sind: Magda Vášáryová / Gabriela Beňačková / Lilian Sukis (Rusalka); Milan Kňažko / Peter Dvorský / Peter Hofmann (Prinz); Přemysl Kočí / Ondrej Malachovsky / Theo Adam (Wassermann); Jaroslava Adamová / Libuse Marova / Rose Wagemann (Hexe); Božidara Turzonovová / Milada Šubrtová / Judith Beckmann (Fürstin); Josef Karlík / Jaroslav Striska / Manfred Schmidt (Heger); Dagmar Veškrnová / Daniela Sounova / Erika Rüggeberg (Küchenmädchen); Hana Packertova / Jana Jonasova / Regina Marheineke, Marta Vancurova / Blanka Vitkova / Kari Lövaas / Michaela Vítková / Anna Bortlová / Liliane Nejtschewa (Nixen); René Tuček / Werner Hollweg (Jäger). In der tschechischen Fassung leitet Libor Pešek das Münchner Rundfunkorchester und den Prager Rundfunkchor. In der deutschen Fassung dirigiert Marek Janowski das Orchester des Bayerischen Rundfunks (Aufnahme 1976).
- 1984 Chor und Orchester der Tschechischen Philharmonie unter Václav Neumann, mit Wiesław Ochman, Gabriela Beňačková, Richard Novák, Vera Soukupová, Drahomíra Drobková, Jiřina Marková, Supraphon.
- 1987 Chor und Orchester der Wiener Staatsoper unter Václav Neumann, mit Gabriela Beňačková-Čápová, Peter Dvorský, Jewgenij Nesterenko, Eva Randová. Eine Aufnahme des Österreichischen Rundfunks. Orfeo International.
- 1997 Zagreb Philharmonic Orchestr unter Alexander Rahbari, mit Ursula Füri-Bernhard, Walter Coppola, Marcel Rosca, Nelly Boschkova, Reader’s Digest Classical Collection.
- 1998 Tschechischen Philharmonie unter Charles Mackerras, mit Renée Fleming, Ben Heppner, Franz Hawlata, Decca Records.
- 2007 Australian Opera Orchestra unter Richard Hickox, mit Cheryl Barker, Rosario La Spina, Bruce Martin, Elizabeth Whitehouse, Anne-Marie Owens, Sarah Crane, Chandos Records.
- 2014 La Monnaie Symphony and Chorus unter Julian Hubbard, mit Myrtó Papatanasiu, Pavel Černoch, Annalena Persson, Willard White, Renée Morloc, EuroArts
- 2017 (Aufnahme 2012) Opera Nova in Bydgoszcz, Orchester der Opera Nova unter Maciej Figas; Magdalena Polkowska, Tadeusz Szlenkier, Jacek Greszta, Darina Gapicz (DVD)